# The Big 4 – Live from Sofia, Bulgaria
A The Big 4 – Live from Sofia, Bulgaria egy koncertfelvétel, amely a Metallica, a Slayer, a Megadeth és az Anthrax együttesek 2010. június 22-én, a Levszki-stadionban, Szófiában, a Sonisphere fesztivál keretein belül adott közös fellépését örökíti meg. Ez a négy zenekar alkotja a "thrash metal nagy négyesét" (The Big 4). A koncert napján 450 amerikai és összesen 350 európai, kanadai és latin-amerikai filmszínházban közvetítették a négy zenekar fellépést. Az est fénypontja az Am I Evil? című Diamond Head-dal volt, amit a négy együttes zenészei közösen adtak elő a Metallica műsorának fináléjában.
A koncert DVD-n és Blu-rayen, illetve a hangfelvétel CD-n jelent meg 2010. október 29-én a Warner Bros. Records kiadásában. Megjelenésének hetében a videó az Egyesült Államokban, Nagy-Britanniában, Ausztriában és Kanadában a DVD eladási listák élére ugrott. Ausztráliában és Amerikában kétszeres platinalemez lett, Németországban pedig aranylemez.

## Tartalom

### DVD 1 – Anthrax, Megadeth, Slayer
Anthrax (CD 1)
1. Caught in a Mosh
2. Got the Time
3. Madhouse
4. Be All, End All
5. Antisocial
6. Indians/Heaven and Hell
7. Medusa
8. Only
9. Metal Thrashing Mad
10. I Am the Law

Megadeth (CD 2)
1. Holy Wars... The Punishment Due
2. Hangar 18
3. Wake Up Dead
4. Head Crusher
5. In My Darkest Hour
6. Skin o' My Teeth
7. A Tout le Monde
8. Hook in Mouth
9. Trust
10. Sweating Bullets
11. Symphony of Destruction
12. Peace Sells/Holy Wars Reprise

Slayer (CD 3)
1. World Painted Blood
2. Jihad
3. War Ensemble
4. Hate Worldwide
5. Seasons in the Abyss
6. Angel of Death
7. Beauty Through Order
8. Disciple
9. Mandatory Suicide
10. Chemical Warfare
11. South of Heaven
12. Raining Blood

### DVD 2 – Metallica
Metallica (CD 4 & 5)
1. Creeping Death
2. For Whom the Bell Tolls
3. Fuel
4. Harvester of Sorrow
5. Fade to Black
6. That Was Just Your Life
7. Cyanide
8. Sad but True
9. Welcome Home (Sanitarium)
10. All Nightmare Long
11. One
12. Master of Puppets
13. Blackened
14. Nothing Else Matters
15. Enter Sandman
16. Am I Evil? (feat. Slayer, Megadeth, Anthrax)
17. Hit the Lights
18. Seek & Destroy

Bónusz
- Behind the Scenes – dokumentumfilm

## Közreműködők
Anthrax
- Joey Belladonna – ének
- Rob Caggiano – szólógitár
- Scott Ian – ritmusgitár, háttérvokál
- Frank Bello – basszusgitár, háttérvokál
- Charlie Benante – dobok

Megadeth
- Dave Mustaine – ének, gitár
- Chris Broderick – gitár, háttérvokál
- David Ellefson – basszusgitár, háttérvokál
- Shawn Drover – dobok

Slayer
- Tom Araya – ének, basszusgitár
- Jeff Hanneman – gitár
- Kerry King – gitár
- Dave Lombardo – dobok

Metallica
- James Hetfield – ének, ritmusgitár
- Kirk Hammett – szólógitár
- Robert Trujillo – basszusgitár
- Lars Ulrich – dobok